# Lautém (município)

Bandeira da Lautém

Lautém (em tétum Lautein) é um dos 13 municípios administrativos de Timor-Leste, localizado na ponta oriental da ilha de Timor e inclui o ilhéu de Jaco. Possui 59787 habitantes (Censo de 2010) e uma área de 1.702 km². A sua capital é a cidade de Lospalos que fica 248 km a leste de Díli, a capital do país.

É uma região reconhecida pelas suas praias de areia, florestas de vegetação luxuriante e paisagens montanhosas acidentadas. O seu carácter remoto permitiu preservar muita da sua fauna e flora, bem como as ligações ao passado como as pinturas rupestres, sarcófagos de pedra e santuários animais. Destaca-se o Parque Nacional Nino Konis Santana.   

## História
O município de Lautém é idêntico ao concelho do mesmo nome do tempo do Estado Novo. Naquele tempo, muitas localidades tinham nomes portugueses, a começar pela vila de Lautém que se chamava Vila Nova de Malaca, mas havia também Nova Nazaré (hoje Com), Nova Sagres (hoje Tutuala) e Nova Âncora (Laivai), entre outras.

## Sub-divisões
O município de Lautém inclui os postos administrativos de:
- Iliomar,
- Lautém Moro,
- Lospalos,
- Luro e
- Tutuala.

Para além das línguas oficiais do país, o tétum e o português, no município de Lautém cerca de 30 mil pessoas expressam-se em fataluco, idioma com raízes nas línguas papuas, faladas na ilha da Nova Guiné.

## Economia
Nesta região do Leste de Timor-Leste as principais fontes de rendimento das comunidades são a pesca artesanal e a agricultura de subsistência. Estas actividades são complementadas, em algumas áreas, com a venda dos tradicionais tais (tecelagem tradicional) bem como a produção de cestas e outros tipos de artesanato. Também existe uma pequena amostra de turismo situada junto a Com, Ilha de Jaco e a praia de Valou.

## Património
Nesta região são notáveis e interessantes os aldeamentos, com casas rústicas de formato característico e coloridas.

## Pontos turísticos

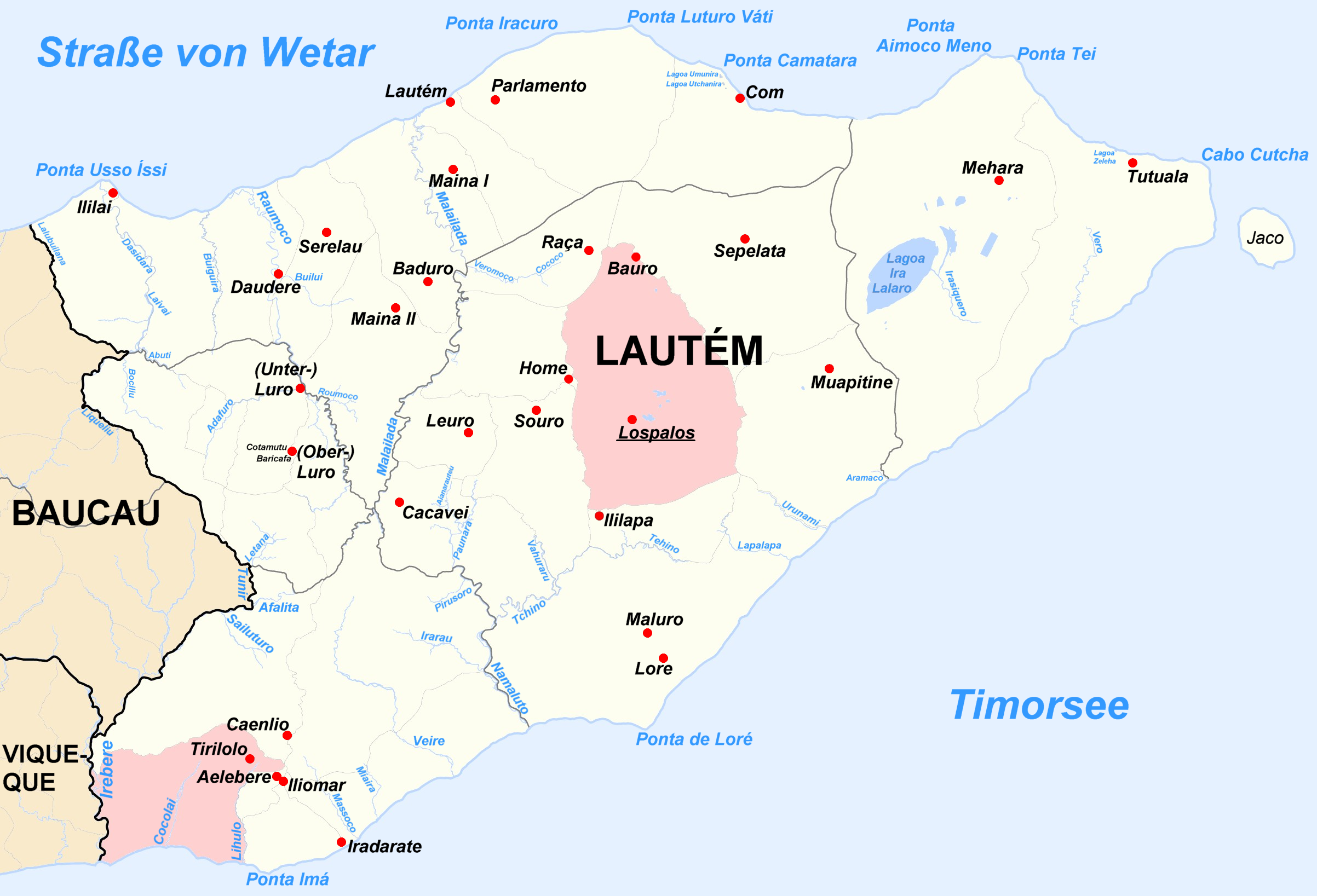
Cidades e ribeiras do Lautém

- Lago de Muapitine
- Lago de Lautém